# هانس ماکارت
هانس ماکارت (انگلیسی: Hans Makart؛ ۲۸ مهٔ ۱۸۴۰ – ۳ اکتبر ۱۸۸۴) یک نقاش اهل اتریش بود.